# Ор-бей

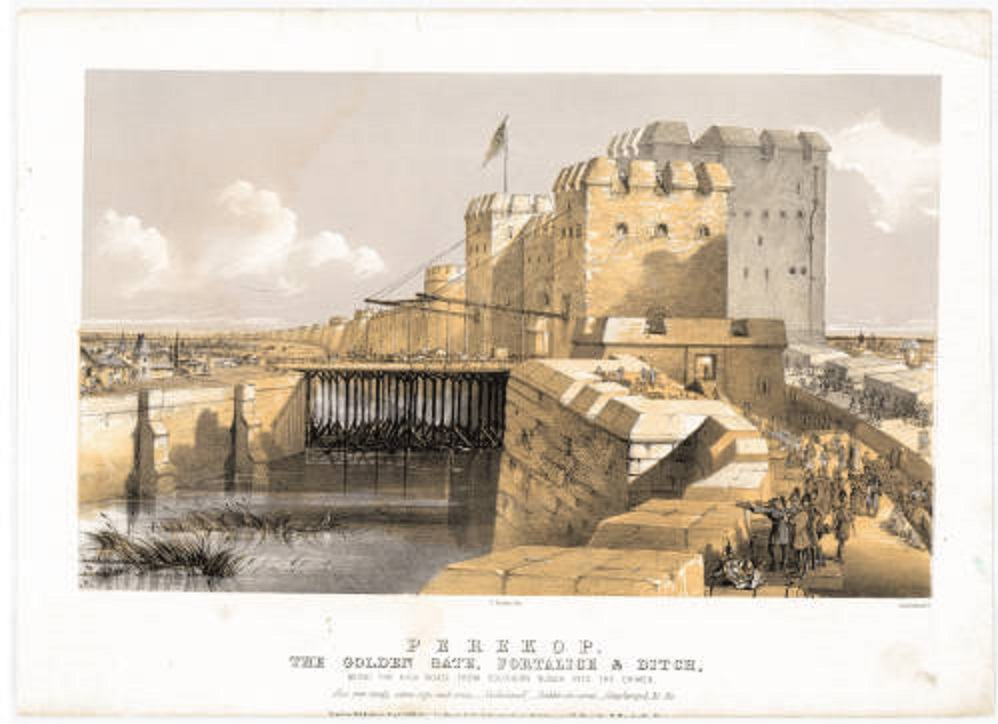
Ор-капу (Перекопская крепость) — постоянная резиденция ор-бея

Ор-бей, ор-бек (крым. Or bey, Ор бей, اور ﺑﮏ‎) — должность и титул в Крымском ханстве, четвёртая по значению должность в государстве. Начальник Ор-Капу (Перекопской крепости) со стороны Крымского ханства (основной гарнизон крепости составляли янычары Османской империи). Как правило, назначался ханом из представителей младших ветвей рода Гераев (то есть принадлежал к Чингизидам).
Ор-бей являлся обязательным участником Кучук-дивана (Малого государственного совета) Крымского ханства, который принимал решение о начале войны.

## История
Ор-бей осуществлял охрану пограничных земель северного Причерноморья и контролировал ситуацию в ногайских ордах вне Крыма. Жил в Перекопе, доходами от соляной торговли и пошлинами собранными в котором содержал себя и отряд элитной татарской конницы «беш эвли» (то есть воин, имеющий доход с пяти домов, вероятно тяжелая конница), кроме того ему подчинялось ногайское ополчение из близлежащих местностей, представлявшее легкую конницу. Подчинение османских янычар, основного гарнизона Ор-Капу и артиллерии, вероятно, должно было быть санкционировано османским пашо́й из Кефе при военной угрозе, если он сам не выступал к войску.
Путешественник Эвлия Челеби, который посетил Перекопскую крепость и вал в 1666 году, оставил такие описания фортификаций, гарнизона и самого ор-бея:

Эту высокую крепость построил в … году Сахиб Герай-хан из рода Чингизидов. Это двухслойная боевая крепость с каменной кладкой, подобной шаддадовской. Высота её от земли — полных 23 аршина. А по окружности её длина составляет 3 тысячи шагов, имеется 800 зубцов. Это мощная двухслойная твердыня. В плане она пятиугольная, там есть 20 квадратных высоких башен. С какой бы стороны степи Хейхат ни подойти, видны башни этой крепости Ор с расстояния в пять переходов. Все башни крыты рубиново-красной черепицей. Есть и низкие башни, крытые досками. Внутри крепости — всего 80 татарских домов. Все они крыты дерном. Там есть начальник крепости и 500 стражников-секбанов с ружьями. Но все они — греческие джигиты. Потому что татарский народ не умеет стрелять из ружей. Ружей они боятся. Если где-нибудь есть ружья, они говорят: «Мылтык коп», и туда не идут. Татарский народ называет ружье мылтык. В этой крепости есть также 500 воинов из татарского иля под названием беш эвли. Все они — умелые, рвущиеся в бой, храбрые, бесстрашные и умелые батыры и джигиты. В городе есть начальник крепости, 15 крепостных аг, начальник пушкарей и начальник оружейников. Крепость Ор находится в степи и не господствует над местностью. Её окружает глубокий вырубленный в земле ров в 15 куладжей. В сторону кыблы выходят крепкие и мощные железные ворота в три слоя. С двух сторон в направлении рва смотрят удивительные пушки. Внутри крепости есть мечеть Сахиб Герай-хана, амбары пшеницы, оружейный склад и колодцы воды. А больше ничего нет.

## Известные по источникам Ор-беи
- Мехмед Герай, сын хана Фетих Герая[6]
- Шахбаз Герай[6].
- Селямет II Герай